# 古今書院
古今書院（ここんしょいん）は、日本の出版社。地理学の専門書を中心として観光や環境、GISなど関連分野の書籍を扱った出版社として名高い。
月刊誌『地理』は地理学に関する一般向け雑誌として発行され、この分野の代表的な雑誌としても知られる。また、日本地理学会の『地理学評論』や日本人口学会の『人口学研究』など5つの学会の機関誌の発売元ともなっている。他にも、フィールドノートも販売している。

## 沿革
1922年に橋本福松が東京市外西大久保（現新宿区）で創業した。創業当初は島木赤彦の影響を受け歌集を出版していたが、1923年に『地形学』（辻村太郎著）を出版した後、地理学専門書を発行するようになった。『地形学』は文検受験者を中心に多くの読者を得た。1925年からは『地理学評論』（日本地理学会）の発行を行っている。その後も文検委員の著書を出版した。
1929年以降、長らく東京都千代田区神田駿河台に所在したが、2019年4月に文京区本駒込へ移転した。

## 発行している月刊雑誌
- 『地理』 - 1956年に創刊された月刊雑誌